# Nishino Yasumasa
Yasumasa Nishino (sinh ngày 14 tháng 9 năm 1982) là một cầu thủ bóng đá người Nhật Bản.

## Sự nghiệp câu lạc bộ
Yasumasa Nishino đã từng chơi cho Júbilo Iwata, Shimizu S-Pulse, Kyoto Sanga FC và Kamatamare Sanuki.